# 湘县
湘县是中国古县名，在今湖南省长沙市境。
秦朝置三十六郡时，设湘县为长沙郡的郡治；西汉时期，即前202年改“长沙郡”为长沙国。改“湘县”为临湘县，并为长沙国国都。